# TYC 9486-927-1
TYC 9486-927-1 (även känd som J21252752-8138278) är en möjlig trippelstjärna belägen i den mellersta delen av stjärnbilden Oktanten som även har variabelbeteckningen FT Octantis. Den har en skenbar magnitud av ca 12 och kräver ett teleskop för att kunna observeras. Baserat på parallax enligt Gaia Data Release 2 på ca 29,28 mas, beräknas den befinna sig på ett avstånd på ca 111 ljusår (34 parsek) från solen. Den rör sig bort från solen med en heliocentrisk radialhastighet på ca 9 km/s.

## Egenskaper
Primärstjärnan i TYC 9486-927-1 är en orange till röd stjärna i huvudserien av spektralklass M1V som är en BY Draconis-variabel, med stora stjärnfläckar som gör att den ändrar ljusstyrka när den roterar med en rotationstid av 13 timmar. Den har en massa som är lika med ca 0,53 solmassa, en radie som är ca 0,46 solradie och utsänder energi från dess fotosfär motsvarande ca 0,032 gånger solen vid en effektiv temperatur av ca 3 500 K.

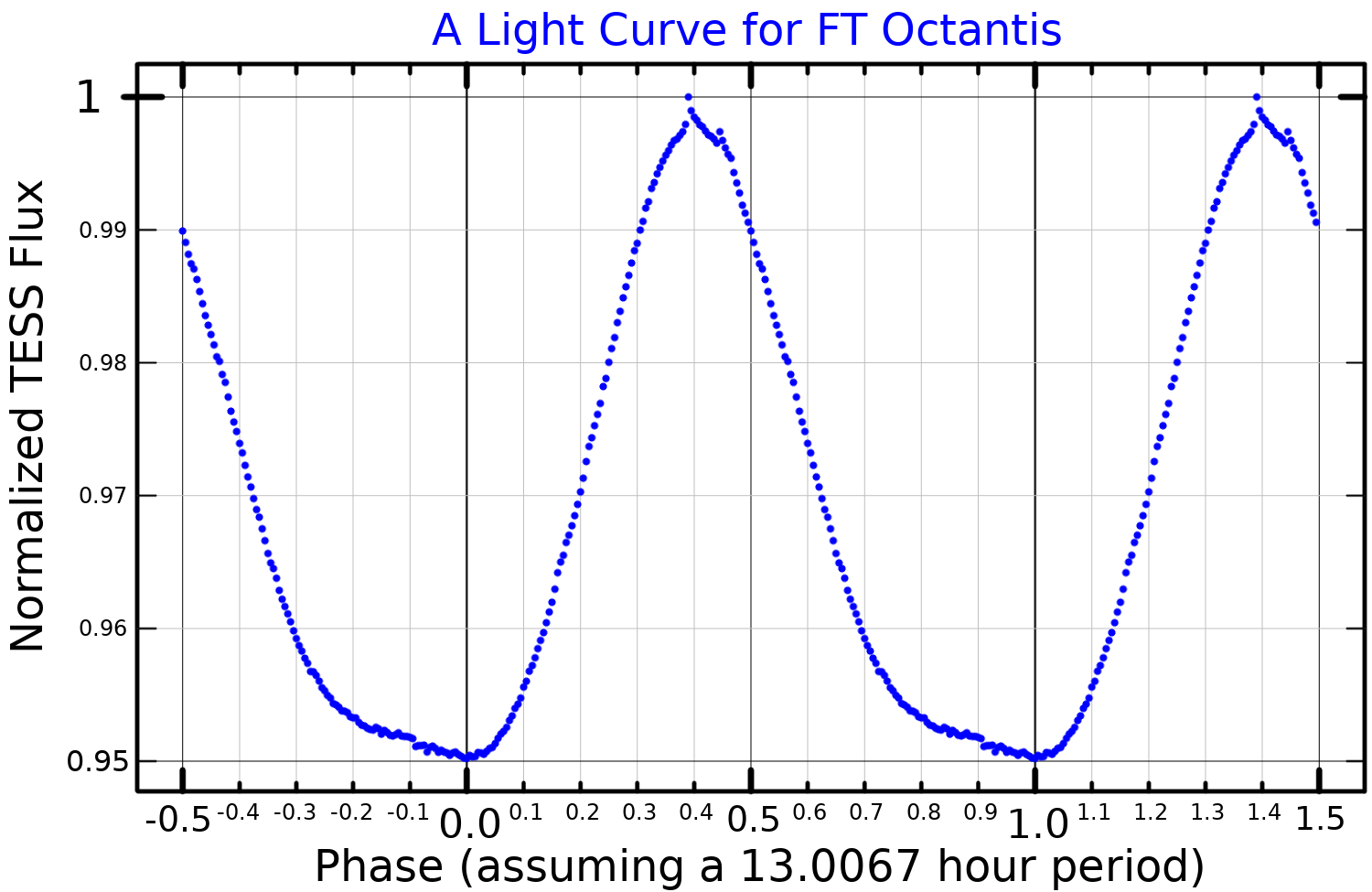
Ljuskurva för FT Octantis, plottad från data av TESS

TYC 9486-927-1 har snabb rotation och koronal och kromosfärisk aktivitet som tyder på en ung ålder. Observationer och multi-epok radiell hastighetsdata tyder på att TYC 9486-927-1 är en enkel, snabbt roterande stjärna snarare än en spektroskopisk eller snäv visuell dubbelstjärna. Det är dock fortfarande möjligt att TYC 9486-927-1 är en binär massa med lika vikter med omlopp face-to-face och snäv separation.
Den tänkbara andra följeslagaren är 2MASS J21121598–8128452. Den är en röd dvärgstjärna av spektralklass M5.5. Dess projicerade separation från primärstjärnan skulle vara 62 700 AE. Den tredje tänkbara följeslagaren är 2MASS J21192028–8145446 - av spektralklass M6 eller M7 och med en projicerad separation på 31 000 AE från primärstjärnan.

## Planetsystem
Exoplaneten 2MASS J21265040-8140293 kretsar kring TYC 9486-927-1 med en projicerad separation på 7 400 AE. Med en massa av 11,6 till 15 Jupitermassor anses den vara antingen en brun dvärg eller en jätteplanet.
| Planet | Massa         | Halv storaxel (AE) | Siderisk omloppstid (år) | Excentricitet | Inklination | Radie |
| ------ | ------------- | ------------------ | ------------------------ | ------------- | ----------- | ----- |
| b      | 13,3 ± 1,7 MJ | 6 900 ±            | 900 000                  | -             | -           | -     |